# Mykoła Kulisz
Mykoła Hurowycz Kulisz (ukr. Микола Гурович Куліш; ur. 23 listopada?/5 grudnia 1892 w Czapłynce, gubernia taurydzka, zm. 3 listopada 1937 w Sandarmoch, Karelia) – ukraiński pisarz, reżyser, dramaturg, działacz społeczny, dziennikarz i redaktor, pedagog. Jego twórczość otworzyła nowe kierunki w rozwoju światowej sztuki dramaturgicznej XX wieku. Jeden z przedstawicieli rozstrzelanego odrodzenia.

## Życiorys
Urodził się we wsi Czapłynka (dzisiejszy obwód chersoński). Mimo trudnego dzieciństwa (śmierć matki, pobyt w sierocińcu) zdołał ukończyć podstawową szkołę wiejską, a od 1905 r. uczył się w prywatnym gimnazjum w Oleszkach. Dał się tam poznać ze swojej artystycznej strony, pisał wiersze, redagował gazety uczniowskie, organizował własne wystawy, poznawał twórczość klasyków literatury światowej. W 1914 r. rozpoczął naukę na wydziale historyczno-filozoficznym uniwersytetu w Odessie. Pierwsza wojna światowa zweryfikowała jego zamiary i w latach 1915–1917 walczył na froncie niemieckim – koło Wilna, na Wołyniu, w Galicji. Będąc dobrym żołnierzem (osiągnął rangę kapitana sztabu, był dwa razy ranny), nie zaniechał twórczości literackiej – pisywał wiersze satyryczne, a nawet jednoaktowe sztuki, później wystawiane przez amatorski teatr żołnierski. W 1917 r. powrócił do Oleszek (dzisiejszy Ciurupińsk), gdzie rozpoczął pracę na rzecz lokalnej społeczności, zaangażował się m.in. w sprawy oświaty. W powiecie dnieprowskim założył kulturalno-polityczne towarzystwo „Proswita” i został jego prezesem. W 1919 r.organizował opór przeciwko wojskom Ententy. Jego Pierwszy Ukraiński Dnieprowski Pułk okrył się sławą w defensywie. Latem tego roku, razem z Armią Czerwoną, wycofuje się na północ Ukrainy, nie chcąc jednak emigrować do Rosji, powraca do Oleszek. W ciągu kolejnych lat pracuje tam jako inspektor oświatowy, zakłada ukraińskie szkoły, przytułki i przedszkola.

### Lata 20.
Będąc świadkiem głodu w 1921 r., rozpoczyna pracę nad dramatem 97, który zostanie zakończony już w Odessie. Od 1924 r. sztuka trafiła na deski nie tylko ukraińskich, ale i rosyjskich teatrów. Równym sukcesem okazała się sztuka Komuna w stepach z 1925. Obydwa dzieła, choć widać w nich było przebłyski talentu Kulisza, nie zwiastowały jego późniejszego sukcesu. Propagandowy styl dobitnie pokazywał, że młodemu twórcy brakuje obycia, które zdobywano wtedy w centrach kultury, takich jak Charków czy Kijów. Obejmując w 1925 r. posadę w Komitecie Oświaty USRR, podróżuje po całej Ukrainie, poznając bolączki i pragnienia ukraińskiej wsi. W tym samym roku przeprowadza się do Kijowa. Zaprzyjaźnia się z Mykołą Chwylowym, Pawłem Tyczyną, Łesiem Kurbasem i współpracuje z jego teatrem Berezil. To przełomowy dla twórczości Kulisza moment, w ciągu pierwszego roku życia w Kijowie, do 1926 r., kończy trzy sztuki, w których widać poszukiwanie nowych form dramaturgicznych oraz ostrą i niezależną społeczno-krytyczną myśl. Żadna z nich nie została wystawiona, cenzura natychmiast poznała się na talencie Kulisza i nie pozwoliła na ich pokazanie. Po ogłoszeniu przez Stalina walki przeciw Chwylowemu i WAPLITE (Wilna Akademija Prołetarśkoji Literatury), Kulisz, zadeklarowany Ukrainiec i komunista, rzucił się do ataku. W listopadzie 1926 r. został prezesem WAPLITE i do końca jej działalności bronił zjednoczonych w niej twórców. Wraz z samorozwiązaniem tej organizacji, Kulisz zrewidował swoje poglądy na ukraińską rewolucję, stosunki ukraińsko-rosyjskie, a zwłaszcza drogę własną i ukraińskich komunistów. Jednocześnie pogłębiał swoją wiedzę na temat światowego teatru i dramatu. Przygotowywał się do stworzenia dzieł swojego życia, którymi zostały Reformator (ukr. Narodnyj Małachij)¸ Myna Mazajło oraz Patetyczna sonata. Wszystkie trzy zostały zabronione przez cenzurę, chociaż Patetyczną sonatę wystawiano na deskach teatru kameralnego w Moskwie.

### Lata 30.
Kulisza bardzo poruszyło samobójstwo Mykoły Chwylowego w 1933 roku. Całą następną noc czuwał przy ciele przyjaciela, w momencie opuszczania trumny do grobu dostał ataku histerii, po pogrzebie jego smutek był tak wielki, że żona schowała jego rewolwery – w obawie przed kolejnym samobójstwem. Uspokoił jednak małżonkę: „Bądź spokojna, nie zrobię tego, co zrobił Chwylowy. Znajdę w sobie siły i będę walczył do końca”. Jesienią 1933 r. razem z Łesiem Kurbasem i jego teatrem Berezil udało się wystawić sztukę Kulisza Makłena Grasa, w której ominięto wszystkie ukraińskie tematy tak, aby cenzura nie mogła jej zabronić. Nie udało to się jednak i po specjalnym pokazie dla Komitetu Centralnego KPU i NKWD, sztukę zdjęto z afisza. Było to ostatnie dzieło Kulisza- znane szerokiej publiczności. Kolejnych, np. komedii Zakut, dramatu Proszczaj, Selo, Dialohy, Wicznyj bunt i Tak nie pokazano na deskach teatrów, nie dopuszczono do druku, a ich rękopisy zaginęły podczas wojny. 7 grudnia 1934 r. Kulisza aresztowano. Oskarżono go o przynależność do nieistniejącego „Wszechukraińskiego bojowniczego centrum terrorystycznego” („Wseukrajins’kyj borot’bysts’kyj terorystycznyj centr”), Kulisz zgodził się ze wszystkimi zarzutami, został skazany na 10 lat pobytu w obozie koncentracyjnym i trafił do łagru SŁON na Sołowki, gdzie przetrzymywano go w ciemności, bez prawa do spacerów na wolnym powietrzu i opieki szpitalnej. Jego rodzinę z dnia na dzień wyrzucono z mieszkania. Pisał pełne miłości i troski listy do rodziny, ostatni datowany jest na 15 czerwca 1937 roku. 9 października 1937 „trójka specjalna” NKWD obwodu leningradzkiego RFSRR skazała jednym wyrokiem listę 1116 więźniów Sołowek na śmierć. Na liście znajdowało się nazwisko Kulisza. Został rozstrzelany na uroczysku Sandarmoch w Karelii w masowej egzekucji wraz z innymi twórcami ukraińskimi (Łesiem Kurbasem, Ołeksą Slisarenką, Mykołą Zerowem, Myrosławem Irczanem, Pawło Fyłypowyczem i in.). Na wszelkie zapytania rodziny o los Kulisza z Moskwy nadchodziła odpowiedź „Nie wiemy”.

## Niektóre dzieła
- 97 (1924)
- Komuna v stepach / Комуна в степах (1925)
- Otak zapustyv Huska / Отак загинув Гуска (1925)
- Chulij Churyna / Хулій Хурина (1926)
- Zona / Зона (1926)
- Narodnyj Malachij / Народний Малахій (1927) (pol. Reformator; przekł. S. E. Bury)
- Myna Myzajlo / Мина Мазайло (1928)
- Patetyczna sonata / Патетична соната (1929)
- Vicznyj bunt / Вічний бунт (1932)
- Maklena Hrasa / Маклена Граса (1933)
- Proszczaj, selo / Прощай, село (1933)
- Povorot Marka / Поворот Марка (1934)

## Ocena twórczości
Kulisz zapisał się w historii literatury ukraińskiej jako twórca dramatu neobarokowego. Wpływ na jego twórczość mieli Pawło Tyczyna, Mykoła Chwylowyj, Łeś Kurbas, Łesia Ukrainka, a także tradycja ukraińskiego wertepu. Bliskie Kuliszowi były dramaty – Cervantesa, Szekspira. Czerpał z nich radosny światopogląd i organiczne połączenia wiecznych antytez: tragizmu i komizmu, piękna i brzydoty, humoru i patosu itp. Był również Kulisz mistrzem komedii politycznej – doskonale znał i czuł ducha i tradycję ukraińskiego świata i języka. Nie był jednak ukrainofilem, miłość do ojczyzny go nie zaślepiła, a pozwoliła odkryć tragiczne sprzeczności i słabości Ukraińców. Dzięki sztukom Kulisza, możliwe było wyniesienie ukraińskiego teatru do poziomu najlepszych teatrów świata.